# NGC 365
NGC 365 é uma galáxia espiral barrada (SBbc) localizada na direcção da constelação de Sculptor. Possui uma declinação de -35° 07' 20" e uma ascensão recta de 1 horas, 04 minutos e 18,6 segundos.
A galáxia NGC 365 foi descoberta em 25 de Setembro de 1834 por John Herschel.